# Borgiola rugosa
Borgiola rugosa is een mosdiertjessoort uit de familie van de Cerioporidae. De wetenschappelijke naam van de soort is, als Canuella rugosa, voor het eerst geldig gepubliceerd in 1933 door Borg.